# Rautispitz
Der Rautispitz ist ein Gipfel des vorderen  Glarnerlandes und steht markant westlich über Netstal in der Schweiz. 
Er ist 2283 Meter hoch und liegt damit mehr als 1800 Meter über dem Tal der Linth, welche nordöstlich zum nahen Walensee fliesst, der auf einer Höhe von 419 Metern liegt. Der Gipfel erhebt sich ungefähr 600 Meter nördlich des gerade um einen Meter tieferen Wiggis, mit welchem zusammen er vom Tal aus als ein Berg wahrgenommen wird.
Auf den Bergspitzen verläuft die Gemeindegrenze zwischen Näfels und Netstal.
Der benachbarte Wiggis erhebt sich direkt über Netstal und besteht aus Kalksteinen der Jura- und Kreidezeit. Am Übergang zum Rautispitz wird das Gestein auffallend weiss sowie brüchig und schieferig.

## Aufstieg
Das Gipfelpaar Rautispitz und Wiggis zählt zu den klassischen Zielen im Bergwanderwegnetz im Kanton Glarus. Ausgangspunkt für die Besteigung ist der nördlich davon gelegene Obersee, von wo aus über die Rautialp gewandert oder steil durch die Nordflanke via Geisskappel aufgestiegen wird. Von Süden kann vom in Richtung Westen verlaufenden Klöntal mit dem Klöntalersee die Steile Südflanke in Richtung Wiggis begangen werden. Der Rautispitz kann auf Wanderwegen erreicht werden; wenn man jedoch beide Gipfel ersteigen will, gibt es nur eine Bergwanderverbindung (T4) und der Auf- oder Abstieg vom Wiggis ins Klöntal ist sehr steil.

## Situation

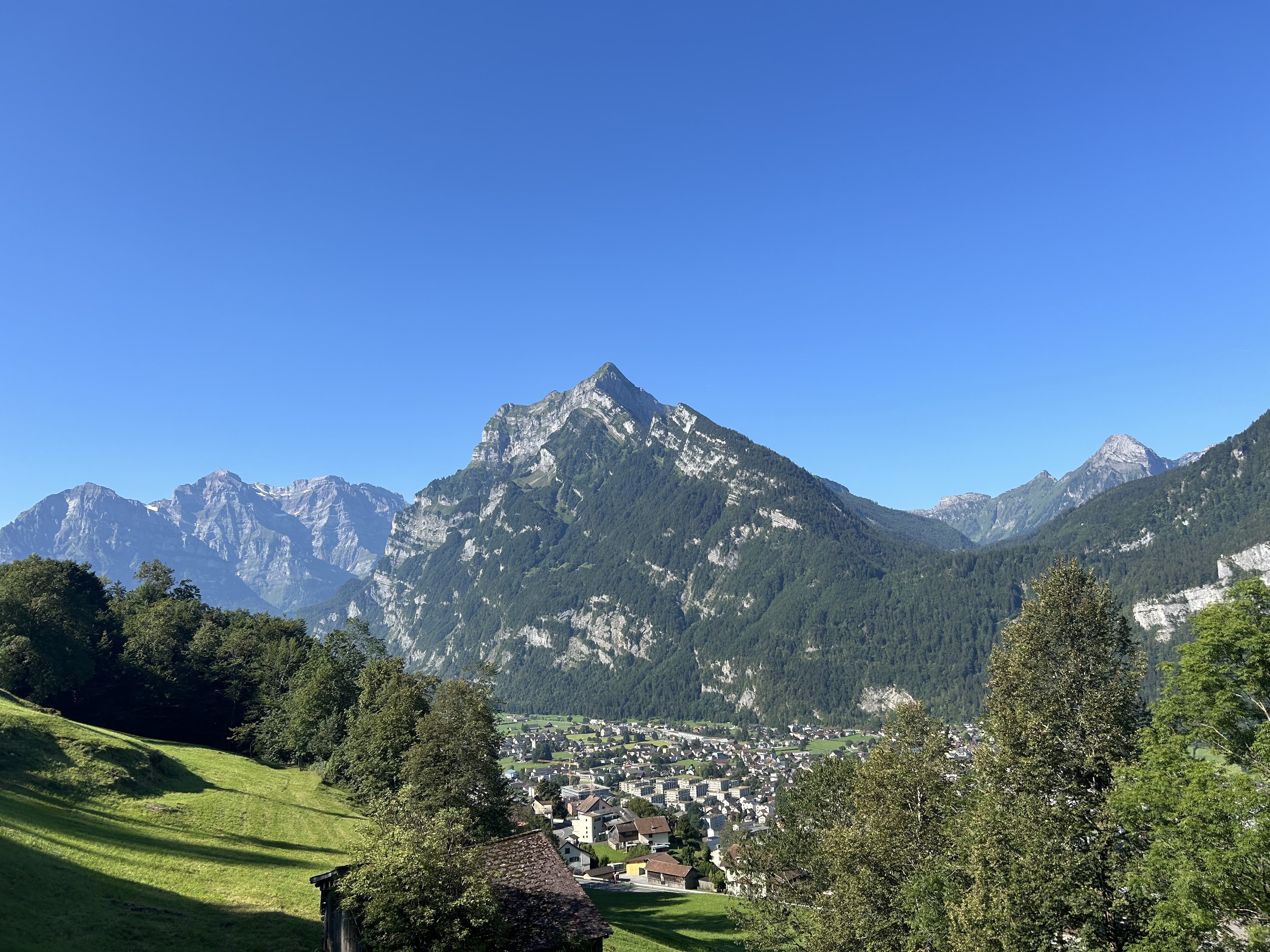
Rautispitz mit Näfels
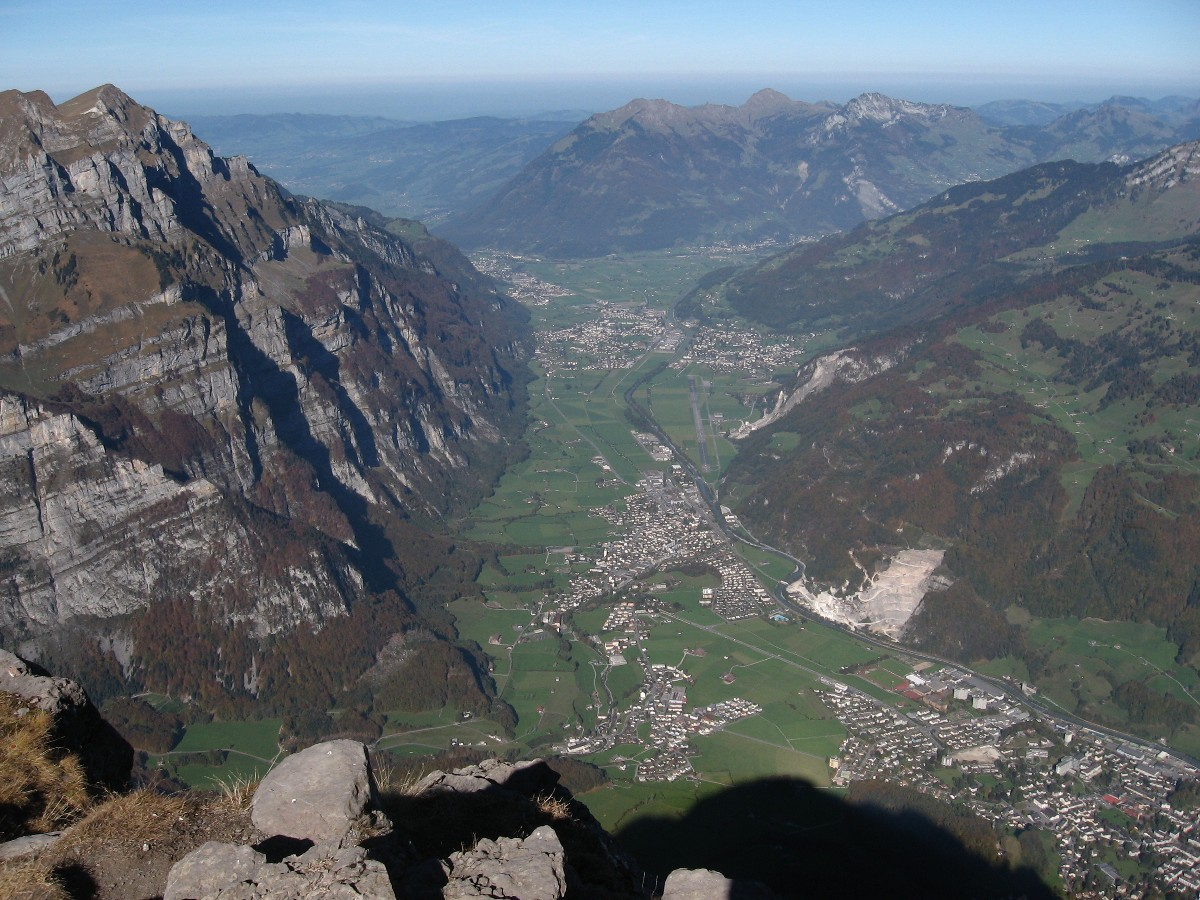
Ansicht von Süden; links Aufschwung zu Wiggis und Rautispitz. Orte: Rechts unten Glarus, links erst Riedern, dann Netstal, Mollis/Näfels und Niederurnen am Talausgang
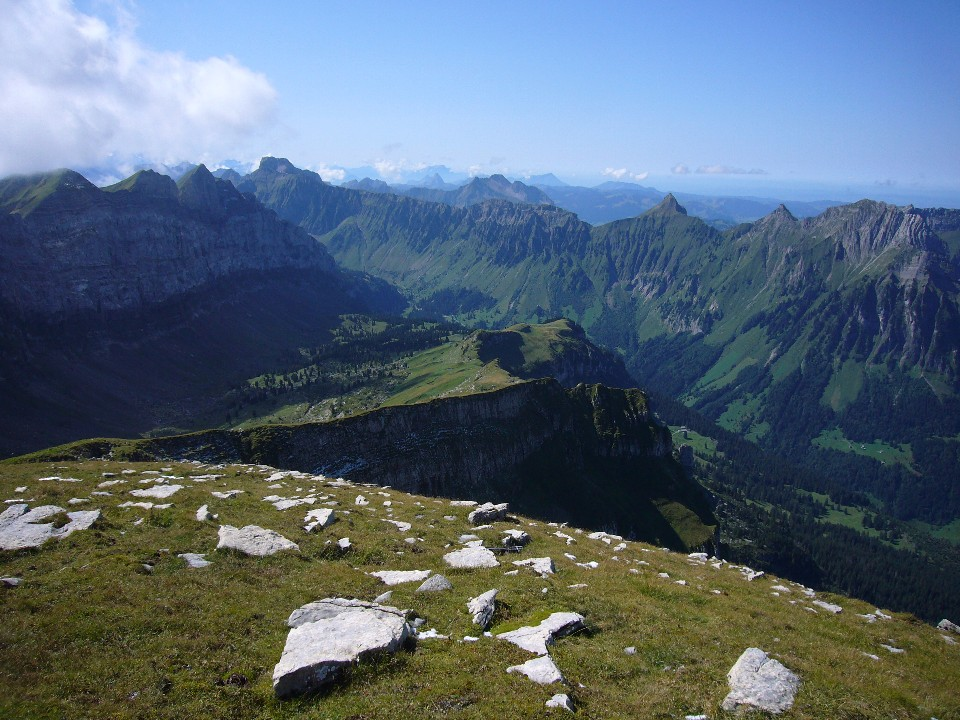
Das Hochtal der Rautialp führt sanfter als erwartet aus Westen zum Gipfel.
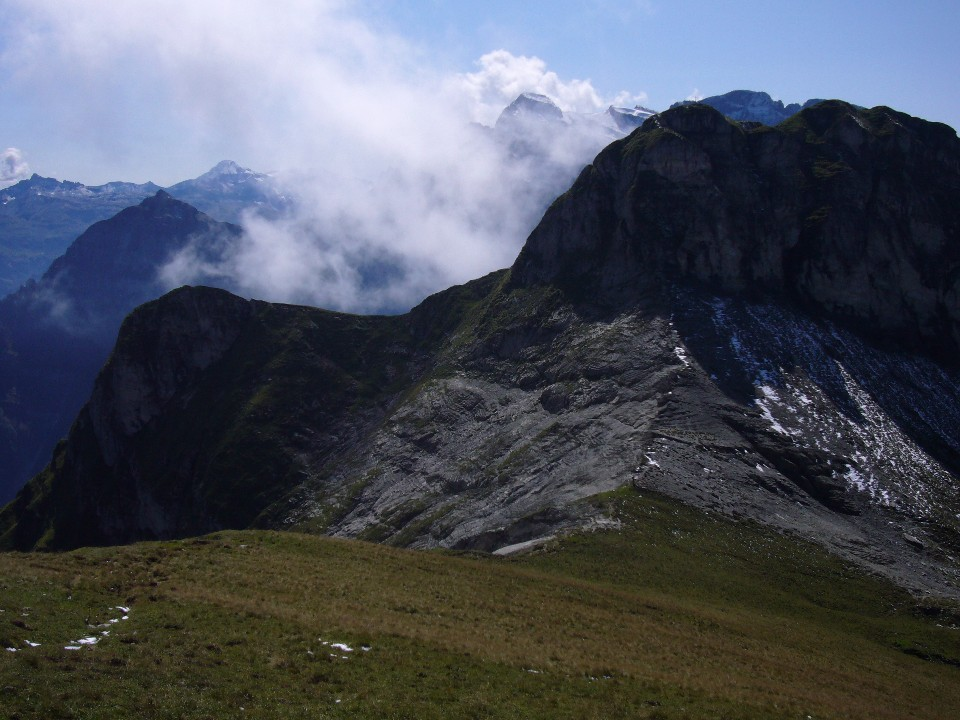
Will man zum Wiggis (rechts) weiter, muss man dessen Flanke in Richtung Höchnase durchqueren. Blickrichtung Süd.
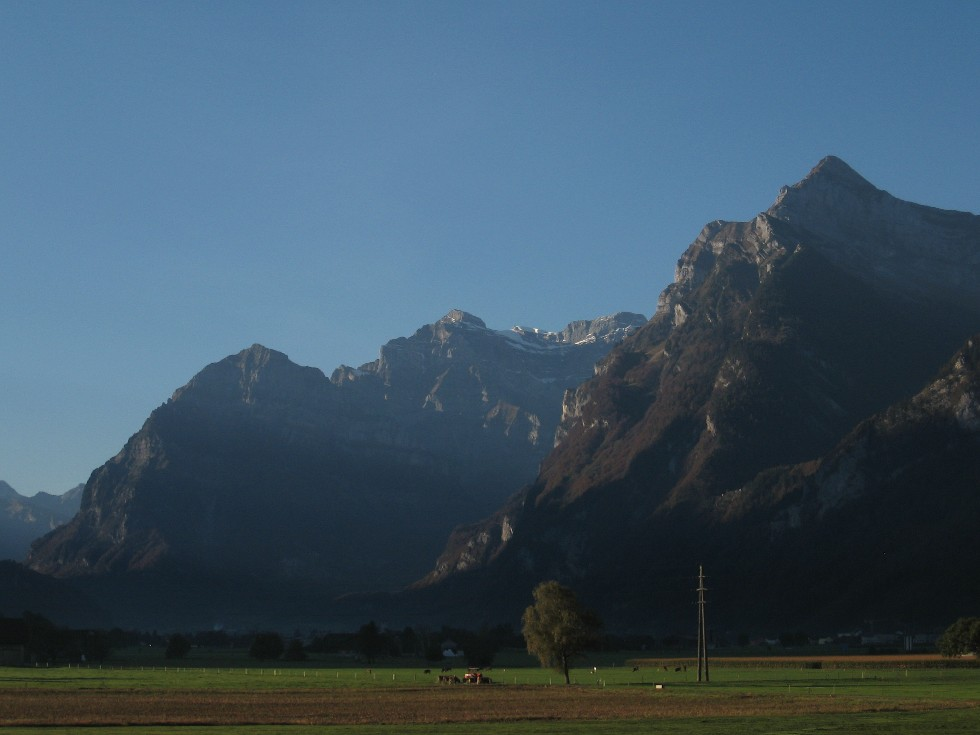
Der imposante Taleingang ins Glarnerland von Norden gesehen; Rautispitz rechts, links der Vorderglärnisch und in der Mitte das Vrenelisgärtli.
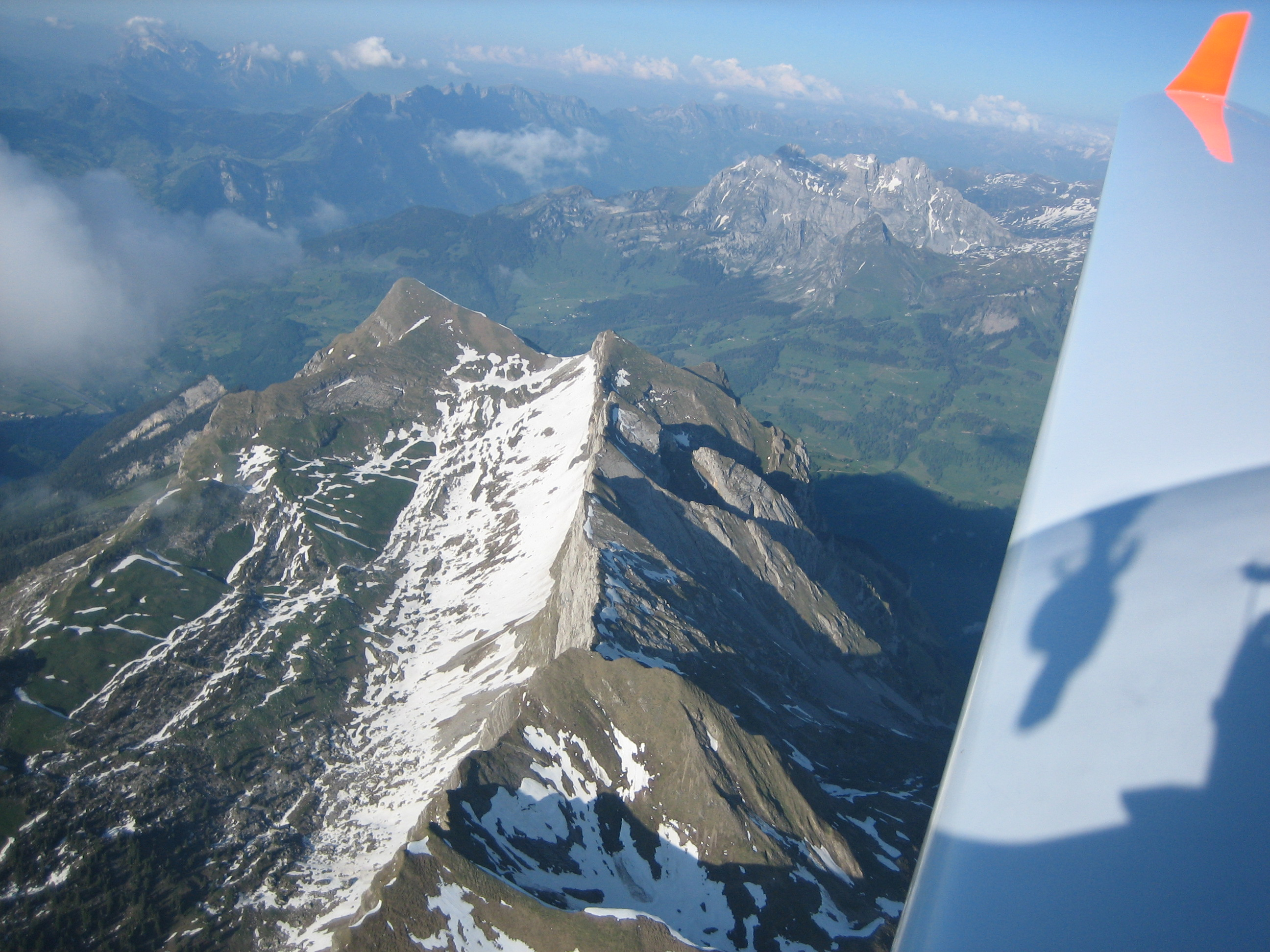
Rautispitz links und Wiggis am Ende der Gratlinie aus Südwesten; Luftaufnahme